# کبیر بدی
کبیر بدی (انگلیسی: Kabir Bedi؛ زادهٔ ۱۶ ژانویهٔ ۱۹۴۶) هنرپیشه اهل کشور هند است. وی از سال ۱۹۷۱ میلادی تاکنون مشغول فعالیت بوده‌است.
از فیلم‌هایی که وی در آن نقش داشته‌است می‌توان به اختاپوسی اشاره کرد؛ و فیلم صادق خان و دل آشنا

## فیلم‌شناسی
فهرست برخی از فیلم‌هایی که کبیر بدی در آنها به ایفای نقش پرداخته‌است:
- اختاپوسی
- صادق خان Sandokan 1976
- دریانورد سیاه پوش The Black Corsair 1976
- عروس مارها
- آبی
- من اکنون اینجایم
- قربانی
- دلداده
- تلاش
- قهرمان
- بی‌وفا
- همه را ترور کن
- تپه مردگان
- رودراکش
- من قلبم را به شما دادم
- یورش
- جنگجویان
- کوهرام
- تقدیر
- خون روی پیشانی
- انقلاب
- استاد، همسر و گنگستر ۳
- قسمت
- گائوتامی‌پوترا ساتاکارانی
- مار
- نمی‌دانم چرا
- تاج محل: داستان یک عشق ابدی
- اگر ما ملاقات کنیم یا نکنیم
- پول برگشتی
- گلوله
- دام